# Seznam olympijských medailistek v moderní gymnastice
Seznam olympijských medailistek v moderní gymnastice uvádí přehled medailistek, které získaly medaile ve víceboji jednotlivkyň a v soutěži družstev v moderní gymnastice na Letních olympijských hrách.

## Víceboj jednotlivkyň
| Rok      | Zlato                       | Stříbro                  | Bronz                       |
| -------- | --------------------------- | ------------------------ | --------------------------- |
| LOH 1984 | Lori Fungová (CAN)          | Doina Staiculescu (ROU)  | Regina Weber (FRG)          |
| LOH 1988 | Marina Lobačová (URS)       | Adriana Dunavska (BUL)   | Olexandra Tymošenková (URS) |
| LOH 1992 | Olexandra Tymošenková (EUN) | Carolina Pascual (ESP)   | Oxana Skaldina (EUN)        |
| LOH 1996 | Kateryna Serebrjanska (UKR) | Janina Batyršina (RUS)   | Jelena Vitričenko (UKR)     |
| LOH 2000 | Julija Barsukovová (RUS)    | Julija Raskinová (BLR)   | Alina Kabajevová (RUS)      |
| LOH 2004 | Alina Kabajevová (RUS)      | Irina Čaščina (RUS)      | Anna Bessonovová (UKR)      |
| LOH 2008 | Jevgenija Kanajevová (RUS)  | Inna Žukovová (BLR)      | Anna Bessonovová (UKR)      |
| LOH 2012 | Jevgenija Kanajevová (RUS)  | Darja Dmitrijevová (RUS) | Ljubov Čarkašinová (BLR)    |
| LOH 2016 | Margarita Mamunová (RUS)    | Jana Kudrjavcevová (RUS) | Ganna Rizatdinová (UKR)     |
| LOH 2020 | Linoy Ašramová (ISR)        | Dina Averinová (ROC)     | Alina Harnasková (BLR)      |
| LOH 2024 | Darja Varfolomeevová (GER)  | Borjana Kalejnová (BUL)  | Sofia Raffaeliová (ITA)     |

## Medailové pořadí zemí
| Pořadí             | Země                  | Zlato | Stříbro | Bronz | Celkem |
| ------------------ | --------------------- | ----- | ------- | ----- | ------ |
| 1.                 | Rusko (RUS)           | 5     | 5       | 1     | 11     |
| 2.                 | Ukrajina (UKR)        | 1     | 0       | 4     | 5      |
| 3.                 | Sovětský svaz (URS)   | 1     | 0       | 1     | 2      |
| 3.                 | Sjednocený tým (EUN)  | 1     | 0       | 1     | 2      |
| 5.                 | Kanada (CAN)          | 1     | 0       | 0     | 1      |
| 5.                 | Izrael (ISR)          | 1     | 0       | 0     | 1      |
| 5.                 | Německo (GER)         | 1     | 0       | 0     | 1      |
| 7.                 | Bělorusko (BLR)       | 0     | 2       | 2     | 4      |
| 8.                 | Bulharsko (BUL)       | 0     | 2       | 0     | 2      |
| 9.                 | Rumunsko (ROU)        | 0     | 1       | 0     | 1      |
| 9.                 | Španělsko (ESP)       | 0     | 1       | 0     | 1      |
| 11.                | Západní Německo (FRG) | 0     | 0       | 1     | 1      |
| 11.                | Itálie (ITA)          | 0     | 0       | 1     | 1      |
| Celkem po LOH 2024 | Celkem po LOH 2024    | 11    | 11      | 11    | 33     |

## Družstva
| Rok      | Zlato | Stříbro | Bronz |
| -------- | --- | --- | --- |
| LOH 1996 | Španělsko (ESP) · Marta Baldó · Nuria Cabanillas · Estela Giménez · Lorena Guréndez · Tania Lamarca · Estíbaliz Martínez                | Bulharsko (BUL) · Ina Delčeva · Valentina Kevlian · Maria Koleva · Maja Tabakova · Ivelina Taleva · Vjara Vataška                   | Rusko (RUS) · Jevgenija Bočkarjovová · Irina Dzjubová · Julija Ivanovová · Jelena Krivošejová · Olga Štyrenková · Angelina Juškovová |
| LOH 2000 | Rusko (RUS) · Irina Bělovová · Jelena Čalamovová · Natalja Lavrovová · Marija Něťosovová · Vera Šimanskaja · Irina Zilberovová          | Bělorusko (BLR) · Taťana Ananko · Taťana Belan · Anna Glazkova · Irina Iljenkova · Maria Lazuk · Olga Puževič                       | Řecko (GRE) · Eirini Aindili · Evangelia Christodoulou · Maria Georgatou · Zacharoula Karyami · Charikleia Pantazi · Anna Pollatou   |
| LOH 2004 | Rusko (RUS) · Olesja Belugina · Olga Glackich · Taťjana Kurbakova · Natalja Lavrovová · Jelena Posevina · Jelena Murzina                | Itálie (ITA) · Elisa Blanchi · Fabrizia D'Ottavio · Marinella Falca · Daniela Masseroni · Elisa Santoniová · Laura Vernizzi         | Bulharsko (BUL) · Žaneta Ilieva · Eleonora Kežova · Zornica Marinova · Kristina Ranguelova · Galina Tančeva · Vladislava Tančeva     |
| LOH 2008 | Rusko (RUS) · Margarita Alijčuková · Anna Gavrilenková · Taťjana Gorbunova · Jelena Posevina · Darja Škurichina · Natalja Zujeva        | Čína (CHN) · Cai Tongtong · Chou Tao · Lü Yuanyang · Sui Jianshuang · Sun Dan · Zhang Shuo                                          | Bělorusko (BLR) · Alesja Babuškina · Nastassja Ivankova · Xenija Sankovič · Zinaida Lunina · Glafira Martinovič · Alina Tumilovič    |
| LOH 2012 | Rusko (RUS) · Anastasija Blizňuková · Uljana Donskova · Xenija Dudkina · Alina Makarenko · Anastasija Nazarenko · Karolina Sevasťjanova | Bělorusko (BLR) · Maryna Hančarova · Nastassja Ivankova · Natalija Leščyk · Aljaxandra Narkevič · Xenija Sankovič · Alina Tumilovič | Itálie (ITA) · Elisa Blanchi · Romina Laurito · Marta Pagnini · Elisa Santoniová · Anzhelika Savrayuk · Andreea Stefanescu           |
| LOH 2016 | Rusko (RUS) · Vera Biriukova · Anastasia Blizniuk · Anastasiia Maksimova · Anastasiia Tatareva · Maria Tolkacheva                       | Španělsko (ESP) · Sandra Aguilar · Artemi Gavezou · Elena Lopez · Lourdes Mohedano · Alejandra Quereda                              | Bulharsko (BUL) · Reneta Kamberova · Lyubomira Kazanova · Mihaela Maevska · Tsvetelina Naydenova · Hristiana Todorova                |
| LOH 2020 | Bulharsko (BUL) · Simona Dyankova · Stefani Kiryakova · Madlen Radukanova · Laura Traets · Erika Zafirova                               | Sportovci ROV (ROC) · Anastasiia Bliznyuk · Anastasiia Maksimova · Angelina Shkatova · Anastasiia Tatareva · Alisa Tishchenko       | Itálie (ITA) · Martina Centofanti · Agnese Duranti · Alessia Maurelli · Daniela Mogurean · Martina Santandrea                        |

## Medailové pořadí zemí
| Pořadí             | Země               | Zlato | Stříbro | Bronz | Celkem |
| ------------------ | ------------------ | ----- | ------- | ----- | ------ |
| 1.                 | Rusko (RUS)        | 5     | 1       | 1     | 7      |
| 2.                 | Bulharsko (BUL)    | 1     | 1       | 2     | 4      |
| 3.                 | Španělsko (ESP)    | 1     | 1       | 0     | 2      |
| 4.                 | Bělorusko (BLR)    | 0     | 2       | 1     | 3      |
| 5.                 | Itálie (ITA)       | 0     | 1       | 2     | 3      |
| 6.                 | Čína (CHN)         | 0     | 1       | 0     | 1      |
| 7.                 | Řecko (GRE)        | 0     | 0       | 1     | 1      |
| Celkem po LOH 2020 | Celkem po LOH 2020 | 7     | 7       | 7     | 21     |